# Modern Art (album d'Art Farmer)
Pour les articles homonymes, voir Modern Art.
Modern Art est un album du trompettiste de jazz Art Farmer enregistré en 1958 et publié en 1959.

## Historique
Cet album a été initialement publié en 1959 par le label United Artists Records (UAL)
Il a été enregistré au "Nola's Penthouse Sound Studios" (New York), les 10, 11 et 14 septembre 1958.
En 1958, Art Farmer, Benny Golson et Bill Evans avaient été élu "New Stars" (dans les catégories de leurs instruments respectifs) par les lecteurs de la revue DownBeat. C'est le producteur Monte Kay qui a eu l'idée de les réunir pour ce disque. 
À l'époque de cet enregistrement, Art Farmer et Dave Bailey étaient à l'époque membres du quartet de Gerry Mulligan. Benny Golson était membre des "Jazz Messengers" d'Art Blakey. Bill Evans était membre du sextet de Miles Davis. Le contrebassiste Addison Farmer était le frère jumeau du trompettiste.
De 1959 à 1962, Art Farmer et Benny Golson seront coleaders d'un groupe appelé le "Jazztet".

## Titres de l’album
| No | Titre                  | Auteur                          | Durée |
| -- | ---------------------- | ------------------------------- | ----- |
| 1. | Mox Nix                | Art Farmer                      | 4:39  |
| 2. | Fair Weather           | Benny Golson                    | 5:44  |
| 3. | Darn That Dream        | Eddie DeLange, Jimmy Van Heusen | 3:59  |
| 4. | The Touch Of Your Lips | Ray Noble                       | 4:54  |
| 5. | Jubilation             | Junior Mance                    | 4:17  |
| 6. | Like Someone In Love   | Johnny Burke, Jimmy Van Heusen  | 5:56  |
| 7. | I Love You             | Cole Porter                     | 7:01  |
| 8. | Cold Breeze            | Wade Legge                      | 3:58  |

## Personnel
- Art Farmer : trompette
- Benny Golson : saxophone ténor
- Bill Evans : piano
- Addison Farmer : contrebasse
- Dave Bailey : Batterie

Les morceaux sont arrangés sont par Art Farmer, sauf Fair Weather arrangé par Benny Golson et Cold Breeze arrangé par Gigi Gryce.